# Prohibition des drogues
Pour les articles homonymes, voir Prohibition (homonymie).

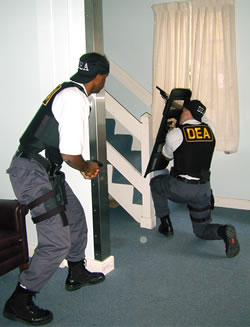
Entrainement d'agents de la Drug Enforcement Administration.

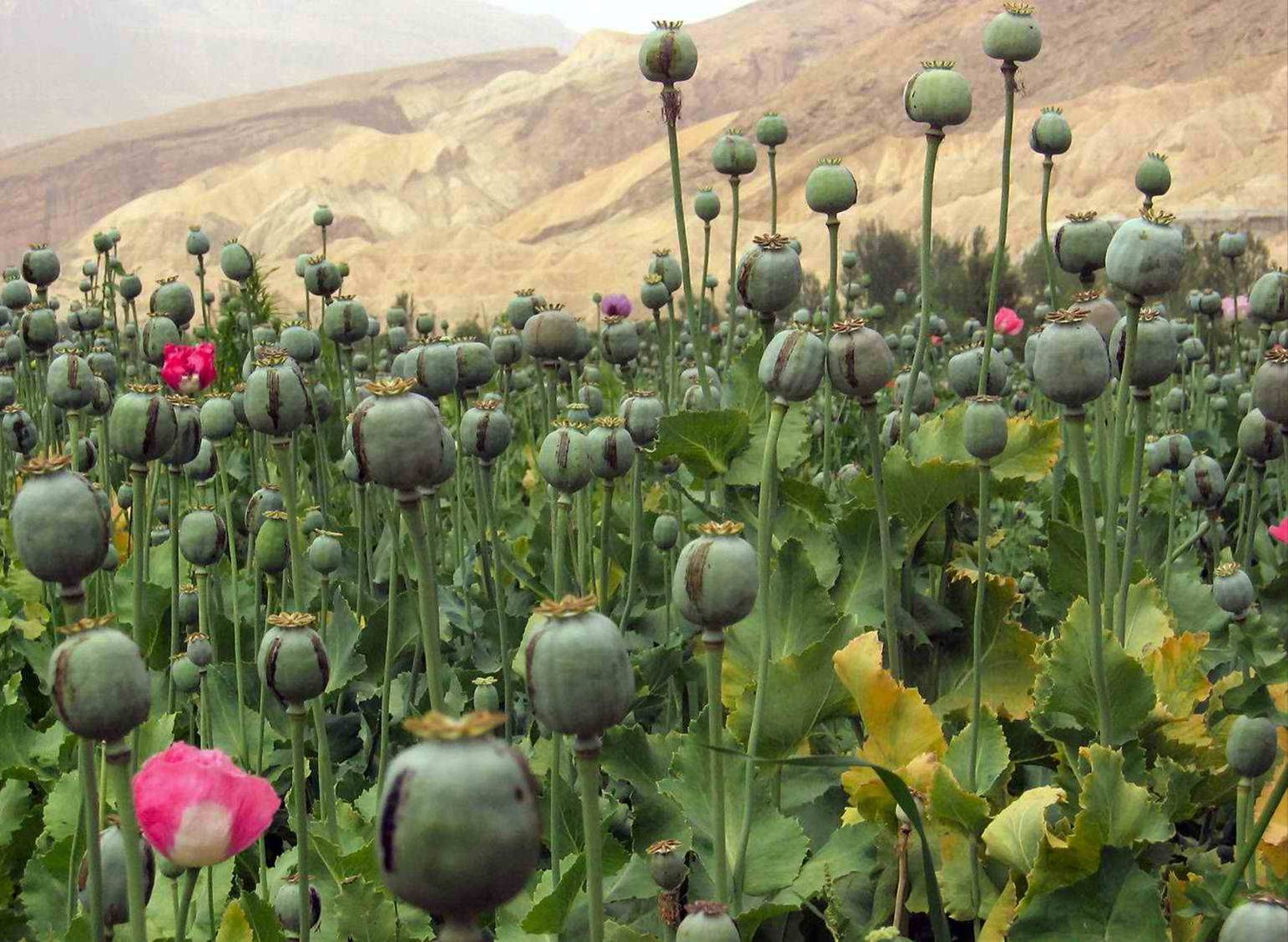
Champ de pavot à opium en Afghanistan.

La prohibition des drogues est un principe d'interdiction — ou de réglementation stricte — sur la production, le commerce et l'usage de psychotropes qui peut être édictée par la loi, la morale ou la religion. La libéralisation des drogues est la politique opposée à la prohibition.
Au niveau international, cette politique a été mise en place par diverses conventions de l'ONU (Convention unique sur les stupéfiants de 1961, Convention sur les substances psychotropes de 1971 et Convention contre le trafic illicite de stupéfiants et de substances psychotropes de 1988). Plusieurs organes internationaux existent pour faire respecter l'application de ces textes, comme l'Office des Nations unies contre la drogue et le crime ou l'Organe international de contrôle des stupéfiants, et ils sont relayés sur le plan national par des structures locales.

## Historique de la prohibition

### Premiers exemples
Bien que les politiques contemporaines de lutte contre la drogue soient un phénomène moderne, l'histoire montre qu'il a été tenté, de manière récurrente, à des époques diverses, de limiter voire d'empêcher la consommation de produits toxiques.
Le plus ancien exemple documenté est probablement la prohibition de l'alcool imposée par la loi islamique (charia), habituellement attribuée à certains passages du Coran datant du VIIe siècle de notre ère. Quelques érudits musulmans avancent que l'interdiction coranique ne vise que l'abus d'alcool. Bien que la loi islamique soit généralement interprétée comme proscrivant toute consommation de toxiques (pas seulement de l'alcool), la pratique préexistante consistant à fumer du haschich persiste à travers l'histoire de l'islam.
Au XIIIe siècle, Souhdouni Schikhouni, alors émir d'Égypte, tente d'interdire la consommation de cannabis, dont il juge les conséquences pour le pays désastreuses. En 1729, l'empereur de Chine interdit les importations d'opium pour les mêmes raisons.
Les drogues sont également prohibées dans l'Europe chrétienne : en 1484, dans sa bulle Summis desiderantes affectibus, le pape Innocent VIII interdit la consommation de cannabis, opérant la distinction entre l'usage du cannabis et la pharmacopée. À la suite de la conquête espagnole en Amérique centrale et en Amérique du Sud, l'usage des plantes hallucinogènes et, plus largement, psychotropes, usage fréquent dans les pratiques rituelles locales, par exemple le peyotl, est interdit au Mexique en 1720.
En 1906, les législateurs des États-Unis mettent en place une première loi, le Pure Food and Drug Act, qui vise à contrôler la vente de cocaïne dont l'abus se fait de plus en plus massif, puis en 1914, le Harrison Narcotics Tax Act.
Dans les années 1930, la compagnie Dupont de Nemours mena une campagne contre le chanvre dans le but de rendre sa culture illégale et de promouvoir le nylon dans l'industrie textile. Elle y parvint grâce au  Marihuana Tax Act en 1937, qui fit des consommateurs de cannabis des criminels[réf. souhaitée].

### Mise en place d'une réglementation internationale

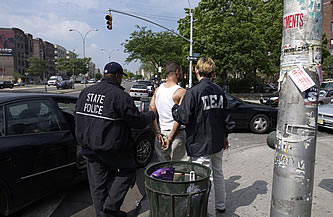
Opération de la DEA aux États-Unis en 2005.

Les guerres de l'opium opposent principalement la Chine et le Royaume-Uni, la Chine désirant interdire les importations d'opium britannique. À la suite de ces guerres, le Royaume-Uni obtient la liberté d'importer son opium en Chine ; les ligues de tempérance américaines s'indignent alors de ce commerce forcé d'une substance aliénante dans un unique but de profit. Ceci constitue les premiers balbutiements de la prohibition moderne reposant sur la vertu supposée de l'abstinence (principe issu de la morale protestante). Ces ligues prennent ensuite une place importante dans la politique américaine, influant sur le discours et la politique internationale.
En 1909, à Shanghai, a lieu le premier accord international sur le sujet. Même s'il n'a pas de caractère obligatoire il pose pour la première fois le problème du contrôle du commerce de drogue à usage non-thérapeutique. Il se limite à l'opium.
Il est suivi de la Convention internationale de l'opium de La Haye en 1912 qui s'étend de l'opium à la morphine, l'héroïne et la cocaïne. Puis la Société des Nations convoque à Genève la Convention internationale relative aux stupéfiants de 1925, abordant également le cannabis et l'ecgonine. Entre 1931 et 1953, six conventions internationales sont signées, toutes visant à renforcer la prohibition de l'usage et à sanctionner la vente.
La décolonisation place les pays européens dans un contexte où ne profitant plus des revenus des ventes de ces produits, ils rejoignent la position des États-Unis visant à imposer une prohibition de ces substances. Cette situation où les pays en voie de développement de l'hémisphère sud sont stigmatisés comme producteurs de drogues et où les pays industrialisés de l'hémisphère nord sont les consommateurs persiste jusqu'aux années 1990, quand la mondialisation redéfinit les rôles des pays producteurs, qui deviennent eux-mêmes consommateurs, et des pays consommateurs, qui deviennent producteurs.
À la fin de la Seconde Guerre mondiale, la prohibition semble avoir eu raison du problème dans les pays occidentaux.

Pourtant dès le début des années 1960, la consommation, alors limitée aux milieux scientifiques ou artistiques, se répand dans toute la société ; les productions et les consommations se mondialisent ce qui aboutit au remplacement de la Convention internationale de l'opium par la Convention unique sur les stupéfiants de 1961 qui sera complétée par la Convention sur les substances psychotropes de 1971 et la Convention contre le trafic illicite de stupéfiants et de substances psychotropes de 1988. Ces conventions et leur classification sont ratifiées par de nombreux pays et inspirent largement les législations nationales qui les adaptent. Avec l'apparition du SIDA dans les années 1980, cette politique répressive évolue vers un discours plus préventif visant à freiner l'épidémie.
Lors de la session extraordinaire de son Assemblée générale du 19 au 21 avril 2016, l'ONU acte l'échec de cette stratégie répressive.

### France
Le premier texte français concernant des substances vénéneuses est un édit du 31 août 1682 qui vise à prévenir les empoisonnements à l'arsenic. Ces substances vénéneuses sont classées par arrêté royal du 29 octobre 1846 dans un tableau unique contenant notamment l'arsenic, l'opium et la morphine.
Une première loi apparaît le 19 juillet 1845, elle règlemente la cession de ces « substances vénéneuses » afin d'en limiter la liberté de vente, toujours dans le but de prévenir les empoisonnements.
Cette liste des substances vénéneuses figure dans le livre V, articles L.626 à L.630 et R.5149 à R.5222 du Code de la santé publique.
Face à un contexte mondial durcissant sa position, est votée la loi du 12 juillet 1916. Elle introduit la notion d’usage en société, notamment pour limiter les fumeries d'opium, et la notion de détention de stupéfiants (désignée comme « port sans motif légitime »). Le 24 décembre 1953, une nouvelle loi instaure l'astreinte de désintoxication.
La loi du 31 décembre 1970 reprend les concepts antérieurs en les approfondissant. Elle instaure l'interdiction de l'usage de stupéfiants, la provocation à l'usage, maintient une répression sévère concernant le trafic ainsi que l'obligation de soin en l'associant à la gratuité et à l'anonymat. Cette loi qui pénalise l'usage simple est d'abord axée sur un discours prohibitionniste s'appuyant principalement sur la théorie de l'escalade.
Avec l'apparition du SIDA dans les années 1980, cette politique évolue vers un discours plus préventif visant à freiner l'épidémie ; c'est la mise en place des politiques de réduction des risques sanitaires.

La distinction légale entre usager-simple et usager-trafiquant apparaît via la circulaire du 17 septembre 1984 et elle est reprise dans la loi du 31 décembre 1987.
L'arrêté du 22 février 1990 transpose le classement international des stupéfiants au droit français. Les drogues sont réglementées par le Code de la santé publique.
À la fin des années 1990, la parution du rapport Roques amène une vision plus globale du problème incluant le tabac et l'alcool et prenant en compte les notions d'usage non problématique et de polyconsommation.
Des textes votés en 1996 renforcent la lutte contre la fabrication de stupéfiants, contre le trafic en haute mer et le blanchiment.
Depuis 2002, le discours officiel relayé par la Mildt (devenue MILDECA) s'axe essentiellement sur le cannabis du fait de l'explosion de la consommation de ce produit, produisant un discours relativement proche de celui des années 1970.

## Alternative à la prohibition
La libéralisation des drogues désigne le processus visant à réduire voire à éliminer la prohibition des drogues. La libéralisation peut consister en une dépénalisation des drogues (aussi appelée déjudiciarisation ou décriminisation) ou en une légalisation des drogues. Les raisons avancées sont l'échec des politiques actuelles, les retombées économiques potentielles, la défense des libertés et responsabilités individuelles, la réduction des crimes liés à la drogue, ainsi que contrôler et pouvoir réguler la qualité des substances.

## Conséquences
Malgré une volonté internationale, les législations et les moyens de répression ne sont pas uniformes dans tous les pays, un phénomène de tourisme de la drogue existe donc à destination des pays ayant une législation plus souple ou une répression de l'usage moins stricte en matière de drogues.

### Conséquences écologiques
L'actuelle politique internationale de prohibition des drogues soutient notamment des programmes actifs de lutte antidrogue comme des campagnes de fumigation aéroportées en Amérique du Sud. Le manque de précision de ces fumigations a des conséquences sur les cultures licites, les cours d'eau voire les habitations à proximité.
Le glyphosate qui serait le principal produit utilisé est un herbicide systémique dont les effets sur les écosystèmes fragiles - type Amazonie - sont mal connus et qui serait a priori inadapté à ces régions où des pluies diluviennes entraînent une contamination rapide des sols et des cours d'eau.

### Conséquences économiques
La prohibition des drogues favorise, en raison de l'illégalité de l'activité (achat des routes de transit, compensation à la prise de risque, commission de blanchiment d'argent), des prix élevés qui génèrent donc des profits supérieurs à d'autres marchés et rendent l'activité attractive.
Certains auteurs avancent que la part de financement issu du blanchiment d'argent du trafic de stupéfiants dans l'économie mondiale est si importante qu'elle sera à l'origine d'une crise financière majeure qui témoignera de la gestion mafieuse du système économique des sociétés contemporaines.
Ils considèrent les krachs mexicains de 1995 et 1998, la crise en Russie ou la crise financière du Japon de la fin des années 1990 comme des signes annonciateurs de cette future crise majeure.
D'autre part, c'est souvent la pauvreté, l'absence de ressources ou la nécessité vitale qui poussent les paysans vers des cultures illicites plus lucratives.
Ce fut le cas en Afghanistan en 1989 : après dix ans de guerre les réfugiés de retour ont besoin de ressources pour la reconstruction et s'orientent vers l'opium. Au Pérou, c'est un changement de régime en 1968 qui en abandonnant les politiques agricoles précédentes pousse les paysans vers la production de coca. En Colombie, c'est la chute des ventes de marijuana à destination des États-Unis, concurrencée par la production mexicaine, qui rend les paysans vulnérables à l'installation des cartels (cartel de Medellín, cartel de Cali). Au Maroc, c'est la pauvreté d'une région surpeuplée qui pousse les paysans vers la culture du cannabis.
De même, il convient de noter que la plus grande partie des importants profits réalisés grâce au trafic de stupéfiants ne reviennent pas aux paysans mais aux magistrats, douaniers, policiers et politiciens corrompus.

### Conséquences géopolitiques
La prohibition entretient un marché lucratif qui permet notamment aux terroristes d'obtenir des moyens financiers,,.
Il existe des exemples reconnus de liens étroits entre instabilité politique,, corruption,, criminalité, pauvreté, exploitation et production de drogue (mafia italienne, cartel colombien, triades chinoises, marché noir, financement du terrorisme,,,, etc.).
Les protagonistes de certains conflits soutenus pendant la guerre froide par l'un ou l'autre des deux blocs se sont trouvés soudainement sans sources de revenus pour les financer et se sont tournés vers le trafic de stupéfiants. À l'inverse d'autres conflits ethniques se sont développés à l'effondrement du bloc communiste générant un affaiblissement, favorable au trafic, du contrôle territorial par l'État.
De plus, si le marché des stupéfiants est si souvent lié au trafic d'armes, cela est dû à leur illégalité commune ; les deux systèmes utilisent des réseaux clandestins.

#### Conflits
L'UÇK dont les actions aboutirent à la guerre du Kosovo se finançait en partie via le trafic d'héroïne.
Durant les années 1990, des conflits liés au trafic de stupéfiants ont touché 34 pays et au début du XXIe siècle certains de ces conflits continuent.
En février 2001, les autorités thaïlandaises accusent le pouvoir birman de couvrir le trafic d'amphétamines ce qui aboutit à un conflit armé et à la fermeture de la frontière. La crise se règle finalement mais la Birmanie n'ayant rien fait d'efficace pour ralentir ce trafic, le problème n'est que temporairement déplacé.

#### Corruption
Du fait de la prohibition des drogues, la corruption est une étape nécessaire aux franchissements des frontières, au contrôle des routes et des territoires de transit.
Certains auteurs qualifient la corruption d'endémique dans certains régions comme l'Asie centrale, le Caucase, les Caraïbes ou l'Afrique.
Au Mexique, la corruption touchait les hommes politiques proches ou appartenant au Parti révolutionnaire institutionnel qui est resté au pouvoir 70 ans.
Au Nigeria, c'est au début des années 1980 que prend place le premier réseau de trafic de stupéfiants. Il est  mis en place par des chefs militaires.
Il convient de distinguer deux types de corruption relativement différents.

Dans un régime ferme voire totalitaire, ce sont les fonctionnaires ou les élus qui abusent de leur autorité légale pour placer des activités criminelles sous leur tutelle, par exemple le Mexique ou la Chine.

Dans un régime moins ferme, ce sont les trafiquants qui usent de leur puissance financière pour s'emparer des charges de l'État voire se faire élire, par exemple en Colombie, en Thaïlande ou aux Indes.

#### États et organisations criminelles
Il arrive, que dans certaines conditions, des services d'État utilisent les organisations criminelles comme outil de leur politique.
Lucky Luciano, libéré par anticipation en 1946 pour avoir aidé les services secrets américains de l'époque grâce à son contrôle de la mafia italo-américaine, met en place les réseaux internationaux d'héroïne alors que la Seconde Guerre mondiale a pratiquement mis fin à ce commerce aux États-Unis.
Les services secrets français (SDECE) négocient l'appui des montagnards meos en Indochine contre une certaine tolérance pour leurs activités liées à l'opium, ce qui favorisera l'implantation de la « French Connection ». La CIA participe aussi à la mise en place de la « French connection » en appuyant le milieu corse dans l'espoir qu'il combatte la CGT à Marseille.
La CIA continuera sur la voie de la SDECE durant l'engagement des États-Unis au Viêt Nam.
Les services secrets américains ont renouvelé leur soutien aux trafiquants de stupéfiants en Amérique centrale avec les anti-sandinistes au Nicaragua, Manuel Noriega au Panama et en Afghanistan dans les années 1980.
Les triades chinoises ont d'abord été reconnues officiellement par le pouvoir en 1911 pour leur aide avant d'être pourchassées à partir de 1949 par les communistes qui les poussent à se réfugier à Hong Kong dont elles font une plaque tournante de leurs trafics. Puis dans les années 1980 dans la perspective de la réintégration de Hong Kong dans la Chine, et espérant leur soutien, le pouvoir change d'attitude et leur permet de rentrer en Chine où le volume de leurs activités s'accroît à la taille de ce nouveau marché.
En Albanie, Ramiz Alia, en 1985, accorde des facilités pour le transit des cigarettes et des stupéfiants dans les ports de Durrës et de Vlora à la sacra corona unita des pouilles (sorte de mafia locale).
Au Japon, ce sont les yakuza, d'abord poussés par les États-Unis pour combattre le Parti communiste, les syndicats et les étudiants, qui après avoir pris le contrôle du pays en ce qui concerne le marché clandestin (jeux clandestins, main d'œuvre journalière, prostitution, trafic de stupéfiants) dans les années 1960 font l'objet d'un accord tacite avec la police qui reste très tolérante tant qu'ils se limitent au produit traditionnel (amphétamines) et qu'ils maintiennent la violence à un niveau acceptable. Ce mode de fonctionnement connaît ses limites dans les années 1990 quand les yakuza tentent d'investir les milieux de la finance et les entreprises légales. Les organisations yakuza sont interdites en mars 1992 poussant certaines à entrer dans la clandestinité.
En Bolivie, c'est Hugo Banzer qui, arrivé au pouvoir grâce au soutien de la bourgeoisie rurale, favorise le développement de la production de coca laissant au pays une lourde tradition de production qu'il tentera d'enrayer quand il revient au pouvoir en 1997.
En Russie, la société tsariste entretient des liens avec des sortes de parrains (vory v zakone) qui aident au maintien d'un certain ordre contre un certain laxisme. Les bolcheviques les utilisent ensuite pour déstabiliser ce régime et arriver au pouvoir et finissent par les envoyer dans des camps. En 1953, à la mort de Staline, ils sont libérés et font des alliances avec certains fonctionnaires du Parti communiste pour piller le pays.

#### Guérillas
L'argent généré par le trafic de stupéfiants peut servir à financer des groupes rebelles - protégeant souvent les paysans - voire entraîner une instabilité politique favorable aux contrebandiers et aux trafiquants. Ces guérillas sont parfois soutenues par des politiques officielles.
Ces guérillas peuvent intervenir à plusieurs niveaux soit dans la protection des paysans contre une sorte d'impôt sur les cultures ou sur les transactions, soit lors de la transformation ou lors du transit (négociation des routes).
En Birmanie, la junte au pouvoir (State Law and Order Restoration Council) négocie dès 1989 avec des groupes rebelles issus de l'éclatement du Parti communiste birman qu'ils conservent leurs prérogatives territoriales, leurs armes et la liberté de circulation contre l'argent du trafic d'opium afin de s'armer contre les groupes rebelles opposants. En 1997, la même junte ayant changé son nom (State Peace and Development Council) négocie cette fois avec les Wa et favorise de nouveau le trafic d'opium.
Au Pérou, au début des années 1980, la sévère répression pratiquée à l'encontre de la production de coca favorise l'émergence de groupes protégeant les paysans : Sentier lumineux, Mouvement révolutionnaire Tupac Amaru.
En Colombie, dans les années 1990, à la suite des campagnes antidrogue menées par les États-Unis, les laboratoires de transformation manquent d'approvisionnement. La culture locale de coca connaît donc une importante augmentation qui favorise l'implantation de guérillas comme les FARC ou des groupes paramilitaires.

#### Terrorisme
Les groupes terroristes se différencient des guérillas : ces dernières cherchent à contrôler un territoire et les richesses associées, alors que les premiers s'attachent plus à contrôler un espace médiatique et symbolique.
Les liens entre trafic de stupéfiants et terrorisme ont largement été médiatisés à la suite des attentats du 11 septembre 2001. Pourtant d'autres exemples contemporains existent comme le financement par des conglomérats de blanchiment d'argent d'attentats par des mouvements anti-castristes dans les années 1960 et 1970.

### Conséquences sanitaires
S'agissant d'un commerce illégal, il n'existe pas de contrôle de qualité sur les produits ce qui favorise l'usage de produits de coupe dans l'optique d'augmenter l'apport financier de la revente.
L'usage de ces produits de coupe pourrait avoir un impact au niveau des conséquences sanitaires (augmentation des risques de surdose, intoxication avec des produits plus nocifs, mélange de molécules incompatibles par ignorance de leur présence, etc.). Les opposants de la prohibition s'appuient sur des analyses de la Prohibition américaine sur l'alcool qui indiquent qu'un produit contrôlé en qualité par l'État pose moins de problèmes en matière de santé publique arguant par exemple que la plupart des décès par surdose seraient liés aux innombrables produits de coupe.
Les intervenants en prévention sur le problème de la toxicomanie avancent souvent que les mesures répressives nuisent à la prévention dont la réduction des risques notamment en ce qui concerne la contamination par le VIH.
La prohibition de l'alcool et des drogues prévient de nombreux fléaux mais la loi peut être contournée par certains. Ces derniers peuvent même en venir à produire et consommer d'autres produits plus dangereux, ainsi au Yémen, le khat pose un véritable problème de toxicomanie.

## Controverse

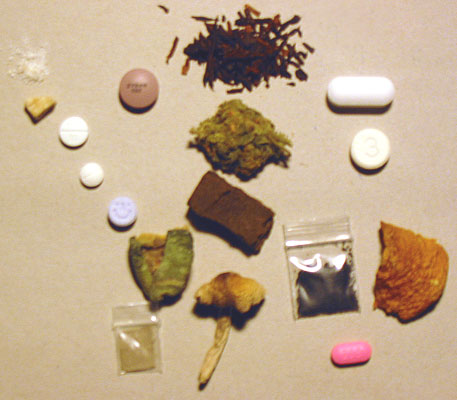
Drogues psychoactives.

La prohibition pose un débat contradictoire.
D'un côté, elle protègerait le plus grand nombre de la rencontre avec un produit interdit et réduit les éventuelles conséquences néfastes dues à sa consommation.
De l'autre côté, elle augmente les risques de décès dus à des produits frelatés et constitue un marché clandestin.

### Cohérence
Des produits reconnus comme nocifs et accoutumants sont autorisés à la vente comme le tabac ou l'alcool. Les opposants à la prohibition affirment qu'il n'y a pas à interdire certains produits et pas d'autres sur ce qu'ils estiment être de simples raisons culturelles.
Les partisans de la prohibition considèrent que le tabac ou l'alcool sont déjà responsables de nombreux problèmes sanitaires qui ne plaident pas pour une politique plus libérale qui, selon eux, ne ferait qu'augmenter le nombre d'usagers de produits dangereux.
Selon une étude de l'Université de Zurich, la mise en place d'une politique libérale n'induirait pas une hausse de la consommation mais bien une baisse du nombre de nouveaux cas de toxicomanie. De telles politiques ont été menées dans le passé par des nations comme le Portugal, montrant un bilan positif.

### Délinquance
Le sentiment d'enfreindre un interdit est un facteur poussant à la consommation de drogues, ce qui constituerait selon certains l'attrait des narcotiques.
Les sanctions légales généralement encourues pour l'usage ou la possession du produit ainsi que le contact avec des milieux délinquants pour se fournir le produit faciliteraient les passages à l'acte sur le plan de la délinquance.
Comme au temps de la prohibition de l'alcool aux États-Unis, trafiquants et usagers ont recours à la violence pour régler les litiges,, puisqu'ils ne le peuvent au tribunal.
Les populations non-usagers et non impliquées dans le commerce de drogues peuvent être victimes de règlements de comptes entre trafiquants.
L'aspect illégal du commerce de ces produits en augmenterait le prix car chacun des intervenants de la chaîne reliant le producteur au consommateur final intègre dans son prix de vente le risque d'être pris, ce qui pousserait à la délinquance les consommateurs cherchant à financer l'acquisition de stupéfiants.

### Information
Selon certains auteurs et de nombreux acteurs de la réduction des risques, la prohibition nuit à la qualité, à la disponibilité et à l'objectivité des informations sur ces substances. Cette méconnaissance induirait des conduites à risques et ne permet pas une responsabilisation de l'usager.
À l'inverse, certains partisans de la prohibition avancent qu'une information sur un produit interdit est inutile voire incitatrice.

### Libertés individuelles
Selon les opposants de la prohibition, ce n'est pas à l'État de décider de ce que les gens ont le droit de faire d'eux-mêmes. Pour beaucoup, ils doivent être libres de faire ce qu'ils souhaitent de leur corps, à condition qu'ils ne fassent de tort à personne d'autre, en vertu des articles 4, 5 et 8 de la déclaration des droits de l'homme de 1789. L'usage de drogues est considéré comme un crime sans victime, par conséquent, l'État n'aurait aucunement le droit de l'interdire, ni de punir les consommateurs.
Cet argument est contesté par les défenseurs de la prohibition qui avancent qu'au-delà du choix personnel, une conséquence sociale de ce choix peut se produire en cas d'accident, directement si d'autres personnes physiques sont affectées, et indirectement par le remboursement consécutif par les assurances des soins et des dégâts matériels.

### Résultat contesté de la politique de lutte anti-drogue
Les opposants de la prohibition s'appuient sur des exemples reconnus de liens étroits entre instabilité politique,, corruption,, criminalité, pauvreté, exploitation et production de drogue (mafia italienne, cartel colombien, triades chinoises, marché noir, financement du terrorisme,,,, etc.) pour dénoncer les effets pervers de l'actuelle politique de lutte anti-drogue.
Ils dénoncent notamment le peu de résultats de cette politique comparé à son coût : à titre d'exemples, quatre milliards de dollars donnés par les États-Unis pour aider la Colombie à lutter contre la production de cocaïne sur la période 2000-2005 ; 25 milliards sur 25 ans selon l'organisation non gouvernementale Washington Office on Latin America dans son rapport de 2004 ; plus de 500 millions d'euros investis dans des projets de développement alternatif dans des pays producteurs de drogue par l'Union européenne en 2005.
Aux États-Unis, selon l'organisation non gouvernementale Washington Office on Latin America dans son rapport de 2004, le nombre de consommateurs est resté plutôt stable voire en augmentation après 25 ans de lutte anti-drogue et les prix des produits auraient diminué augmentant la facilité d'accès à ces produits.
Certains auteurs avancent que les chiffres de saisie de stupéfiants sont volontairement annoncés à partir du prix à la revente à l'unité afin de démontrer les résultats de la lutte anti-drogue alors que le coût réel pour le trafiquant est bien moindre : il ne perd pas le rapport supposé de la revente à l'unité mais l'investissement en gros de départ.
À la suite de ces constats de nouvelles politiques de lutte anti-drogue voient le jour comme en Bolivie où le gouvernement d'Evo Morales lance en juin 2006 un vaste programme sur cinq ans luttant contre la pauvreté et visant notamment à réhabiliter l'image traditionnelle de la coca afin de détourner les producteurs du marché de la drogue.

### Théorie de l'escalade («Stepping-stone theory»)
La « théorie de l'escalade » avance que la consommation d'un produit psychotrope entraînerait une consommation vers des produits de plus en plus nocifs selon le schéma : alcool > tabac > cannabis > cocaïne > héroïne.
Elle apparut à la suite de la publication d'un sondage réalisé aux États-Unis en 1975 où 26 % des usagers de cannabis en venaient à consommer de l'héroïne, chiffre largement contredit depuis ; par exemple, l'OFDT dans ces chiffres de 2002 estime que seulement 3 % à 5 % des usagers chroniques de cannabis passeront à un produit induisant une dépendance majeure.Cette théorie a été mise à mal d'abord par le rapport Le Dain paru en 1973, au Canada puis par la réalité des chiffres de terrain des pays ayant assoupli leur loi, comme les Pays-Bas.
Cette théorie a été réactualisée et depuis le début des années 2000, c'est le tabac qui est pointé comme une première étape menant à l'addiction du fait du mélange tabac/cannabis fumé par la grande majorité des usagers.
Cette théorie est défendue par les défenseurs de la prohibition qui prônent une interdiction ferme et une répression plus stricte afin d'enrayer cette escalade.

### Théorie de la porte d'entrée  («Gateway theory»)
La « théorie de la porte d'entrée » avance que le fait de rechercher un produit interdit pousserait à fréquenter des milieux marginaux (délinquance, banditisme) constituant ainsi une « porte d'entrée » dans ces milieux.
Cette théorie est défendue autant par les défenseurs de la prohibition qui prônent une interdiction ferme et une répression plus stricte afin de fermer cette porte que par les opposants à la prohibition qui prônent une dépénalisation permettant de contrôler la vente du produit et de faire cesser le marché noir.
Certains défenseurs de la prohibition estiment qu'un assouplissement des législations en vue de contrôler la vente conduirait à une augmentation de la délinquance par la nécessaire reconversion des dealers, comme cela a été observé notamment aux Pays-Bas et aux États-Unis. Les Pays-Bas n'ayant pas légalisé la production ou l'import de cannabis, cette observation ne pourrait servir de manière fiable à affirmer qu'un assouplissement des lois concernant les drogues représenterait des risques pour les usagers et les tiers.
Des partisans de la légalisation[Qui ?], ou du moins décriminalisation, pensent que le renforcement des mesures répressives engendrerait un renforcement des inégalités sociales, une forte augmentation de la violence urbaine et de la criminalité liée au trafic, ainsi que des risques de guerres civiles.